# Clostridium paradoxum
Clostridium paradoxum  è una specie di batterio appartenente alla famiglia Clostridiaceae.